# Club Sport Marítimo de Venezuela
Cet article concerne le club vénézuélien de football. Pour le club portugais de football, voir Club Sport Marítimo.
Maillots
Le Club Sport Marítimo de Venezuela est un club vénézuélien de football basé à Caracas.  

## Historique
Le club est fondé en 1959 par des immigrés portugais de Caracas supporters du club portugais du Club Sport Marítimo de l'île de Madère.  

## Palmarès
- Championnat du Venezuela (4)
  - Champion : 1987, 1988, 1990 et 1993.
  - Vice-champion : 1991.

- Coupe du Venezuela (2)
  - Vainqueur : 1987 et 1989.

- Championnat du Venezuela D2 (2)
  - Champion : 1985 et 2004.

## Historique du parcours continental
- Copa Libertadores
  - 5 participations
  - Meilleure performance : Deuxième tour en 1992

- Coupe CONMEBOL
  - 1 participation
  - Meilleure performance : Premier tour en 1992